# 佐相秀幸
佐相 秀幸（さそう ひでゆき、1952年12月18日 - ）は、日本の技術者、工学博士。富士通代表取締役副社長最高技術責任者、富士通研究所代表取締役社長、戦略的イノベーション創造プログラムフィジカル空間デジタルデータ処理基盤プログラムディレクター等を歴任。

## 人物・経歴
1976年に東京工業大学工学部制御工学科を卒業後、富士通に入社し、ICTの研究開発に携わった。2003年富士通モバイルフォン事業本部先行開発統括部長。2006年富士通モバイルフォン事業本部代理。2007年富士通経営執行役兼モバイルフォン事業本部長。2009年富士通執行役員役常務兼ユビキタスプロダクトビジネスグループ長。
2010年富士通執行役員副社長（主としてプロダクトビジネス担当）兼次世代テクニカルコンピューティング開発本部担当兼富士通アドバンストエンジニアリング取締役。2011年東京工業大学大学院総合理工学研究科物理電子システム創造専攻博士課程修了、博士（工学）。同年富士通テン取締役兼務。2012年富士通代表取締役副社長兼マーケティング部門長 CTO&CMO。
2014年富士通研究所代表取締役社長。2015年エレクトロニクス実装学会会長、富士通研究所代表取締役会長。2017年内閣府官民研究開発投資拡大プログラム「革新的フィジカル空間基盤技術」領域統括。内閣府政策統括官（科学技術・イノベーション担当）付戦略的イノベーション創造プログラム フィジカル空間デジタルデータ処理基盤プログラムディレクター、日本MOT学会会長等も歴任した。